# Speedy
Speedy este un film mut american de comedie din 1928, avându-l în rolul principal pe Harold Lloyd. A fost ultimul film mut al lui Lloyd lansat în cinematografe.
Filmul a fost scris de Albert DeMond (titluri), John Gray (poveste), J.A. Howe (poveste), Lex Neal (poveste) și Howard Emmett Rogers (poveste) cu ajutorul necreditat din partea lui Al Boasberg și Paul Gerard Smith. Filmul a fost regizat de Ted Wilde, ultimul film mut regizat de el și a fost filmat atât la Hollywood, cât și în New York.

## Premii și nominalizări
Ted Wilde, regizorul filmului, a fost nominalizat la premiul Oscar pentru cel mai bun regizor al unei comedii, care a fost acordat doar la prima ediție. El a pierdut în fața lui Lewis Milestone, regizorul filmului Two Arabian Nights.

## Distribuție
- Harold Lloyd - Harold 'Speedy' Swift
- Ann Christy - Jane Dillon
- Bert Woodruff - Pop Dillon - bunicul ei
- Byron Douglas - W.S. Wilton
- Brooks Benedict - Steve Carter
- Babe Ruth - el însuși